# Tetranychus sawzdargi
Tetranychus sawzdargi är en spindeldjursart som beskrevs av P. Mitrofanov 1980. Tetranychus sawzdargi ingår i släktet Tetranychus och familjen Tetranychidae. Inga underarter finns listade i Catalogue of Life.